# 4 листа фанеры
«4 листа фанеры» (укр. 4 листи фанери) — украинский художественный фильм режиссёров Ивана Гаврилюка и Сайдо Курбанова, снятый в 1992 году. Другое название: «4 листа фанеры, или Два убийства в баре».

## Сюжет
Молодая журналистка София, пережившая измену и смерть мужа, должна написать статью об одном детективе. За всю его деятельность только два из порученных ему дел остаются нераскрытыми. София понимает причину этих провальных дел: её муж вёл двойную игру и служил криминальным авторитетам.

## В ролях
- Иван Гаврилюк — Богдан Мазепа (озвучил Евгений Паперный)
- Ольга Сумская — София
- Богдан Ступка — полковник
- Ада Роговцева — мать Мазепы
- Константин Степанков — отец Мазепы
- Лариса Удовиченко — Галя, жена кооператора
- Борислав Брондуков — кооператор
- Виктор Маляревич — директор
- Сайдо Курбанов — Шухрат
- Игорь Слободской — кавказец
- Зиновий Симчич — Иван
- Осип Найдук — Филипенко
- Мирослава Резниченко — секретарша
- Татьяна Баштановак — сестра директора
- Юрий Рудченко — бармен
- Ирина Мельник — Нина

### В эпизодах
- Николай Гудзь[укр.]
- Александр Заднепровский
- Елена Константиновская
- Владимир Костюк
- Валентина Масенко
- Юрий Мысенков
- Наталья Плахотнюк

## Технические данные
- Цветной, звуковой.